# The Swapper
The Swapper é um jogo do estilo puzzle-plataforma disponível para o Microsoft Windows, Mac OS X e Linux. Foi desenvolvido e  publicado pela Facepalm Games, uma companhia independente localizada em Helsinki, Finlândia. Posteriormente, a Curve Studios disponibilizou o jogo para as plataformas Sony e Nintendo em 2014. Nessa Ficção científica, o jogador controla uma astronauta presa a bordo de uma estação de pesquisa abandonada, a Theseus, e que descobre um estranho dispositivo que permite criar clones de si mesma, movendo sua consciência entre esses clones. O jogador utiliza sua habilidade para solucionar os puzzles e descobrir o que aconteceu com os pesquisadores da estação. The Swapper foi lançado no dia 30 de maio de 2013, recebendo elogio crítico em relação ao seu estilo visual e atmosfera, qualidade dos puzzles e sua habilidade de inovar em uma já estabelecido tipo de jogo.

## Desenvolvimento

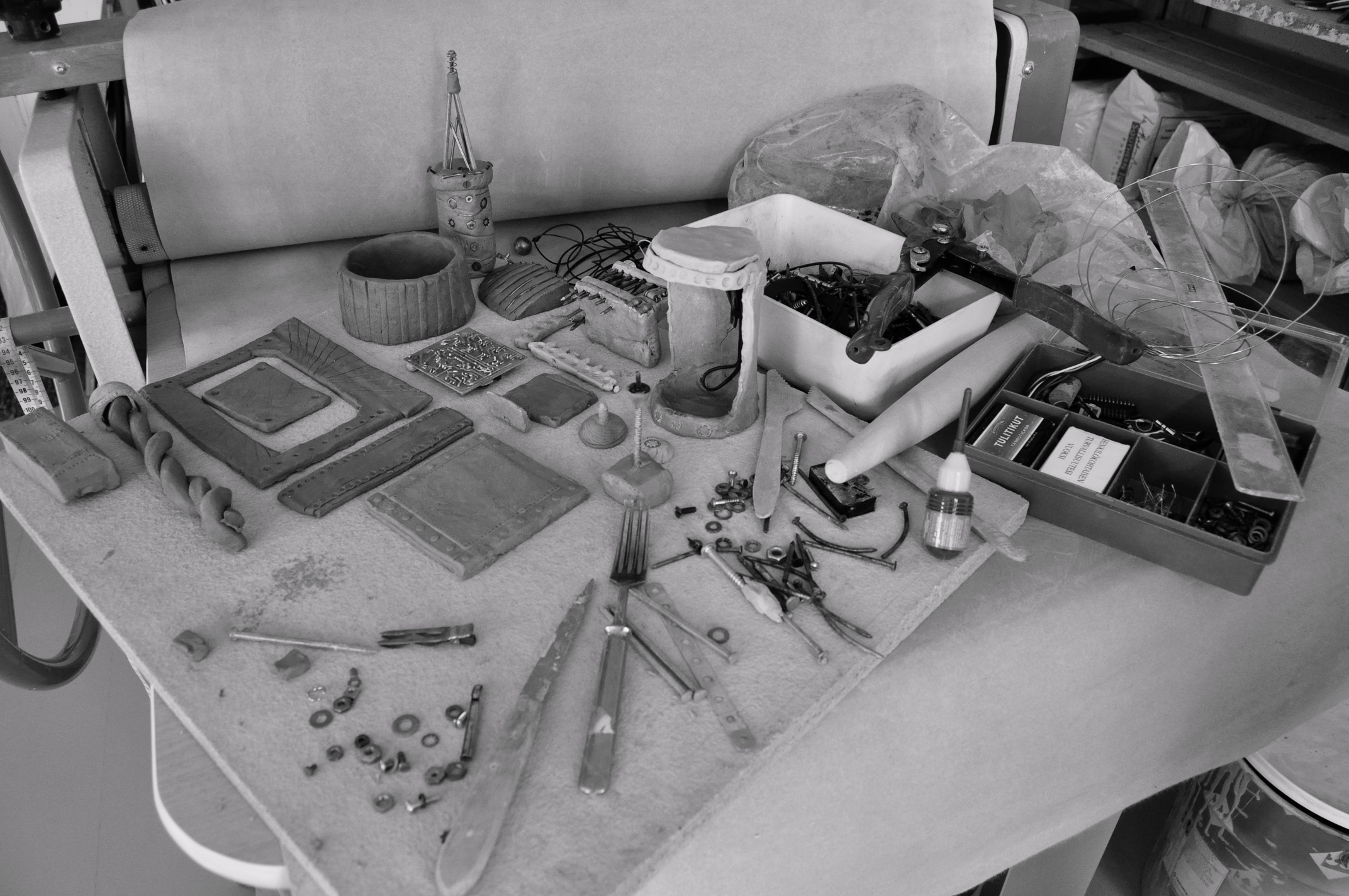
Devido a maioria dos sprites serem feitos de argila antes de serem digitalizadas para o game, foram necessárias ferramentas para esculpi-las. A imagem mostra algumas ferramentas utilizadas na produção.

The Swapper foi um projeto feito por dois alunos da Universidade de Helsinki, Otto Hantula e Olli Harloja, durante o tempo que tinham livre, tendo sido financiados pela organização Indie Fund. Ao invés de texturas digitais, o jogo apresenta arte feita a mão e com argila, presente em diversos niveis do jogo. A Curve Studios ajudou a disponibilizá-lo para PlayStation 3, PlayStation 4, e PlayStation Vita, com data prevista de lançamento para maio de 2014, tendo sido adiado para o dia 5 de agosto nos EUA.